# Loxosceles troglobia
Espèce
Loxosceles troglobia est une espèce d'araignées aranéomorphes de la famille des Sicariidae.

## Distribution
Cette espèce est endémique de Bahia au Brésil,. Elle se rencontre à Malhada dans la grotte Tapera d'água.

## Description
Cette araignée est troglobie.
Les mâles mesurent de 4,96 à 5,41 mm et les femelles de 6,8 à 7,43 mm.

## Publication originale
- Souza & Ferreira, 2018 : A new highly troglomorphic Loxosceles (Araneae: Sicariidae) from Brazil. Zootaxa, no 4438(3), p. 575-587.